# Hagelsundbroen
Hagelsundbroen eller på norsk Hagelsundbrua er en hængebro som forbinder øen Flatøy i Meland med den bymæssige bebyggelse Knarvik i Lindås kommune i Vestland fylke i Norge. Broen er 623 meter lang, og hovedspændet er på 250 meter. Gennemsejlingshøjden er 50 meter. Broen er en del af europavej 39. Byggeriet blev startet i 1979, og broen blev åbnet 1. april 1982. Den var en af broerne i projektet «Salhus-Flatøy-broerne». De to andre broer i projektet var Krossnessundet bro og Nordhordlandsbroen.